# Steal Your Heart Away
Steal Your Heart Away is een lied geschreven door Robert ‘Bobby’ Parker in rock-'n-rollstijl. Het lied geschreven gaat over de liefde; Parkers tekst bevat de zinsnede I want to steal your heart away; de dame in kwestie heeft al een relatie (What should I care about your other man?).

## Enkele versies
Bobby Parker publiceerde het zelf als achterkant van zijn single Watch Your Step uit 1961. In zijn voetstappen traden onder meer:
- The Moody Blues namen het op en brachten het in september 1964 als single uit
- Cliff Bennett and the Rebel Rousers zetten het nummer op hun eerste lp Cliff Bennett & the Rebel Rousers
- Joe Bonamassa nam het nummer op voor zijn album Black Rock uit 2010; in die tijd speelde hij het ook met Parker tijdens liveconcerten.

## The Moody Blues
Steal Your Heart Away werd de A-kant van de eerste single van The Moody Blues. Zanger van het nummer was Denny Laine die er een soulachtige stem voor gebruikte. De Moodies mochten optreden in Ready Steady Go van ITV, hun televisiedebuut. Muziekproducent bij de opname van Alex Murray, geen producer van huis uit; hij was de manager van The Moody Blues.
Het was niet alleen de eerste single van de Moodies. B-kant werd gevormd door Lose Your Money (But Don’t Lose Your Mind), de eerste compositie geschreven door Moodiesleden Denny Laine en Mike Pinder, die het vinyl bereikte. Dit lied gaat over commentaar op een goklustige man die al zijn geld en daardoor zijn vrouw mogelijk verliest. De tekst wordt gesproken door een man die zijn vriendin niet wil verliezen; zij kwam (weer) niet opdagen.

De titel van deze B-kant stond qua tekst exact voor de situatie waarin de Moodies zich bevonden; bijna platzak. De single haalde geen enkele hitlijst. Na deze single kwam echter wereldhit Go Now!.
Het werd nergens een hit. Beide tracks verschenen niet op een album; pas bij een heruitgave van The Magnificent Moodies werd ze op compact disc bijgeperst. Beide tracks stonden wel op een Extended Play met Go Now! en haar B-kant.

### Musici
- Denny Laine – zang, gitaar
- Clint Warwick – basgitaar
- Mike Pinder – piano
- Ray Thomas – percussie
- Graeme Edge – slagwerk